# 카를루스 아우베르투 카르발류 다 시우바 주니오르
카를루스 아우베르투 카르발류 다 시우바 주니오르(포르투갈어: Carlos Alberto Carvalho da Silva Júnior, 1995년 8월 15일 ~ )는 흔히 카를루스 카르발류라는 이름으로 알려진 브라질의 축구 선수로서, 포지션은 윙어이다. 현재 사우디아라비아 1부리그 사우디 프로페셔널리그의 알샤바브 소속이다.

## 수상
아틀레치쿠 미네이루
- 코파 두 브라지우: 2014
- 캄페오나투 미네이루: 2015